# Septemvri
Septemvri (Bulgaars: Септември, letterlijk vertaald September) is een stad en een gemeente in de Bulgaarse oblast Pazardzjik. De stad ligt op 20 km afstand van de stad Pazardzjik.

## Geografie

### Ligging
De gemeente Septemvri is gelegen in het westelijke en centrale deel van de oblast Pazardzjik. Met een oppervlakte van 349,372 vierkante kilometer is het de vijfde van de 12 gemeenten van het district, dat is 7,8% van de oblast. De grenzen zijn als volgt:
- het noordoosten - gemeente Lesitsjovo;
- het oosten - gemeente Pazardzjik;
- het zuiden - de gemeente Rakitovo en de gemeente Velingrad;
- het westen - gemeente Belovo;
- het noordwesten - gemeente Kostenets.

## Bevolking
Volgens een schatting van het Nationaal Statistisch Instituut van Bulgarije telde de stad Septemvri op 31 december 2020 7.198 inwoners, een daling ten opzichte van 7.869 inwoners tijdens de laatste officiële census van 2011. Het aantal inwoners vertoont sinds de val van het communisme een dalende trend: in 1992 had deze plaats nog 9.361 inwoners.

### Etnische samenstelling
In de stad Septemvri en in de omringende dorpen wonen vooral etnische Bulgaren, maar ook een grote minderheid van Roma. Ook is er een kleine Turkse gemeenschap aanwezig.
| Etnische groep   | volkstelling 1992 | volkstelling 1992 | volkstelling 2001 | volkstelling 2001 | volkstelling 2011 | volkstelling 2011 | volkstelling 2011  |
| Etnische groep   | Aantal            | %                 | Aantal            | %                 | Aantal            | % (totaal)        | % (gespecificeerd) |
| ---------------- | ----------------- | ----------------- | ----------------- | ----------------- | ----------------- | ----------------- | ------------------ |
| Bulgaren         | 29.152            | 88,51             | 26.179            | 87,64             | 19.734            | 76,51             | 84,52              |
| Turken           | 1.236             | 3,75              | 1.130             | 3,78              | 841               | 3,26              | 3,60               |
| Roma             | 2.366             | 7,18              | 2.285             | 7,65              | 2.646             | 10,26             | 11,33              |
| Andere groepen   | 181               | 0,55              | 87                | 0,29              | 43                | 0,17              | 0,19               |
| Onbekend         | .                 | .                 | 134               | 0,45              | 84                | 0,33              | 0,36               |
| Ongespecificeerd | .                 | .                 | 57                | 0,19              | 2.446             | 9,48              | .                  |
| Totaal           | 32.935            | 100,00            | 29.872            | 100,00            | 25.794            | 100,00            | 100,00             |

### Religie
De laatste volkstelling werd uitgevoerd in februari 2011 en was optioneel. Van de 25.794 inwoners in de gemeente Septemvri reageerden er 20.774 op de volkstelling. Van deze 20.774 respondenten waren er 16.911 lid van de Bulgaars-Orthodoxe Kerk, oftewel 81,4% van de bevolking. De rest van de bevolking had een andere geloofsovertuiging of was niet religieus. 
| Religieuze samenstelling in februari 2011 | Religieuze samenstelling in februari 2011 | Religieuze samenstelling in februari 2011 | Religieuze samenstelling in februari 2011 | Religieuze samenstelling in februari 2011 |
| ----------------------------------------- | ----------------------------------------- | ----------------------------------------- | ----------------------------------------- | ----------------------------------------- |
|                                           |                                           |                                           |                                           |                                           |
| Bulgaars-Orthodoxe Kerk                   | Bulgaars-Orthodoxe Kerk                   |                                           | 81,40%                                    | 81,40%                                    |
| Katholieke Kerk                           | Katholieke Kerk                           |                                           | 0,66%                                     | 0,66%                                     |
| Protestantisme                            | Protestantisme                            |                                           | 1,18%                                     | 1,18%                                     |
| Islam                                     | Islam                                     |                                           | 4,80%                                     | 4,80%                                     |
| Geen                                      | Geen                                      |                                           | 6,21%                                     | 6,21%                                     |
| Anders/ Onbekend                          | Anders/ Onbekend                          |                                           | 5,73%                                     | 5,73%                                     |

Batak - Belovo - Bratsigovo - Lesitsjovo - Panagjoerisjte - Pazardzjik - Pesjtera - Rakitovo - Sarnitsa - Septemvri - Streltsja - Velingrad